# Витебский трамвай

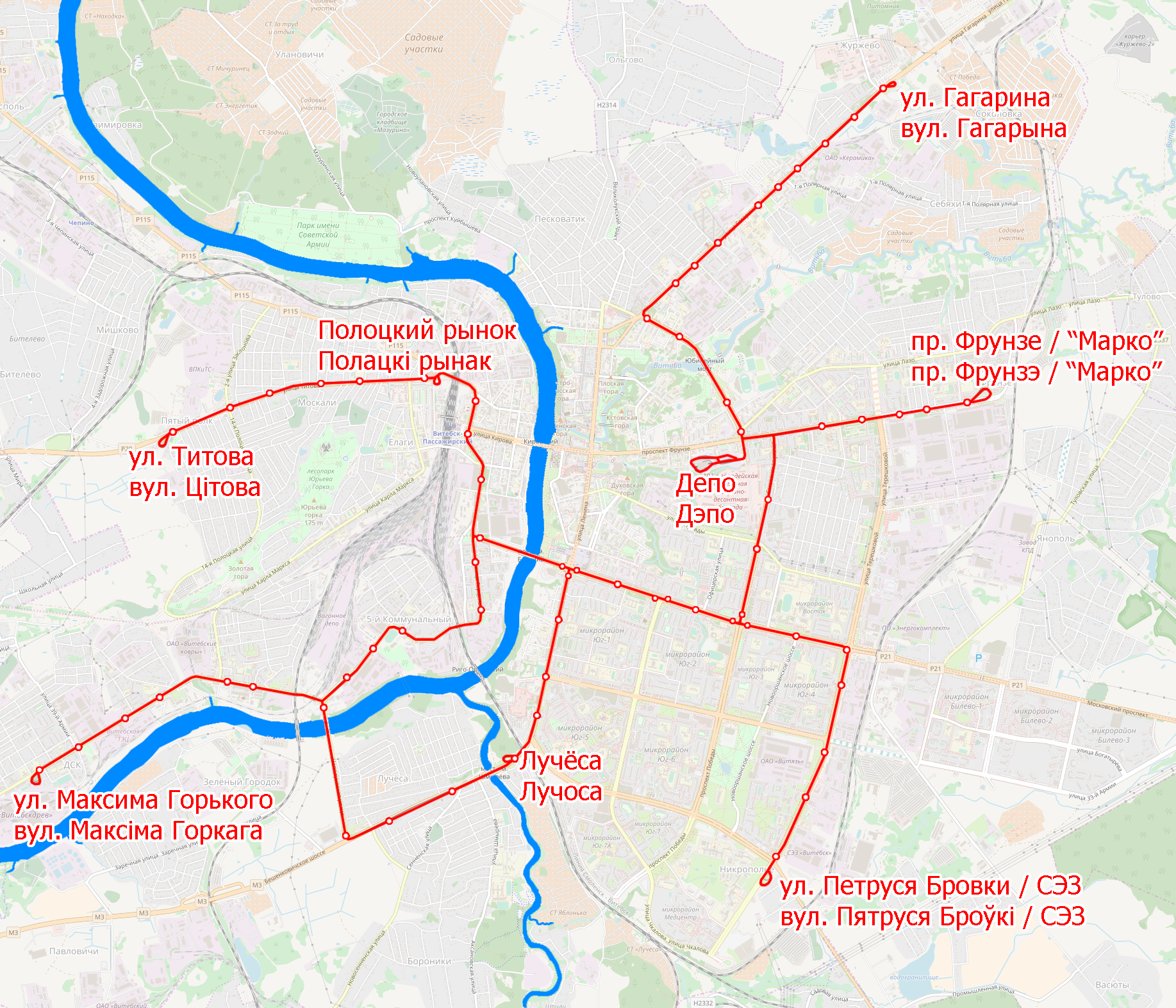
Трамвайная сеть Витебска.

Витебский трамвай (бел. Віцебскі трамвай) — система электрического трамвая в городе Витебске, открыта 30 июня 1898 года. Первая трамвайная система в Республике Беларусь и одна из четырёх существующих в стране (три другие – в Минске, Мозыре и Новополоцке). Оставалась единственной в БССР до 1929 года, пока не была открыта система трамвая в Минске. Является пятой в Российской империи. По состоянию на 2017 год длина трамвайных путей в двухпутном исчислении равна 36,1 км, а количество перевезённых пассажиров за год составило 30,2 млн. человек. Стоимость проезда  — 90 копеек, при покупке у водителя — 95.

## История

### Дореволюционный период
4 февраля 1896 года в Витебске был заключён договор между Витебской городской управой и французским гражданином Фернаном Гильёном о строительстве в городе электрического трамвая. Договор предусматривал передачу концессии на строительство и эксплуатацию трамвая в Витебске Гильёну на срок 40 лет. Гильён, представляя интересы своего шурина «короля трамваев» Эдуарда Отле, обязался построить электрическую железную дорогу вместе со всем необходимым для неё и подвижным составов, в том числе электростанцию мощностью 425 кВт.
Электростанция была введена в эксплуатацию в ноябре 1897 года, на ней энергия вырабатывалась трубчатыми паровыми котлами системы «Бабкок-Вилькокс», топливо для котлов — нефть и дрова. Три паровые машины «Компаунд» (в два цилиндра каждая) передавали энергию трём динамо-машинам постоянного тока системы «Шуккерт» напряжением 500—600 вольт. Электростанция, кроме питания трамвая, освещала губернаторский дворец, штаб Двинского военного округа, суд, гостиницу, лазарет и театр.
В июне 1898 года витебский трамвай был введён в эксплуатацию — на год раньше, чем в Москве, и на 9 лет раньше, чем в Санкт-Петербурге. Расстояние между рельсами типа «Феникс» составляло 3,3 фута. Рельсы соединялись металлическими поперечинами и клались на землю без шпал. Оборот тока осуществлялся через рельсы, для этого они соединялись медными стержнями. Контактный провод сечением 84 мм был подвешен на изоляторах через каждые 16 саженей. Вся линия был разделена на участки по 230 саженей. Каждый участок питался от электростанции отдельно. Трамвайный парк состоял из 18 моторных и 16 прицепных вагонов. Длина линии составляла 5,1 км.

### Советский довоенный период
28 октября 1917 года в Витебске была установлена советская власть. В начале 1918 года предприятие витебского трамвая было национализировано. В начале 1920-х в почётные машинисты витебской трамвайной электростанции был зачислен В. И. Ленин. В 1925 году в городе создан коммунальный трест «Виткомтрест», в состав которого вошли трамвай и электростанция. С 1931 года трамвай получал энергию от преобразовательной подстанции мощностью 600 кВт, построенной на Октябрьской улице. К ней электроэнергия поступала от БелГРЭС под Оршей. Витебская электростанция оставалась резервной. Во второй половине 1930-х трамвайные пути были перешиты на русскую (1524 мм) колею, начали поступать вагоны серии Х.

#### Грузовое трамвайное движение
С начала 1930-х годов в Витебске начало развиваться грузовое трамвайное движение. До этого, в конце 1910-х — начале 1920-х годов, грузовые платформы перевозили мусор и кирпичи, а также раненых с фронта: в период с апреля по ноябрь 1920 года было перевезено 1 млн. 938 тысяч пассажиров, 60 тысяч раненых, 6 млн. штук кирпича.
В 1931—1932 годах трамвайные подъездные пути были проложены на территории фабрики «Знамя индустриализации», щетинно-щетиночного комбината (ныне — обувная фабрика), завода «Красный Металлист» (ныне — «Вистан») и кирпичного завода № 32 на Суражской улице (ныне — улица Гагарина). Грузы с предприятий перевозились специальным подвижным составом с грузовыми платформами на территорию товарной железнодорожной станции в районе завода имени Коминтерна (улица Зеньковой, 1), откуда продукция перегружалась на железную дорогу.
В 1937 году, выполняя решение Витебского облисполкома и обкома КПСС об усилении выпуска и отгрузки кирпича для строек Могилёва, сотрудники депо построили несколько электровозов с прицепными платформами. Они были задействованы в перевозке грузов от кирпичного завода № 32 на Суражском шоссе (ныне — улица Гагарина), как на территорию товарной станции для перевозки по железной дороге в Могилёв, так и в разные места Витебска, так, в конце 1940-х годов производилась перевозка кирпича для строительства витебского железнодорожного вокзала.

### Советский послевоенный период
В 1946—1947 годах в трамвайном депо удалось восстановить 3 трамвая (№ 1, 2 и 3). Одновременно восстанавливались пути по маршрутам № 1 и № 2, и на проспекте Черняховского. В августе 1947 года состоялся пробный рейс трамвая, 5 октября 1947 года в свой первый, после войны, официальный рейс отправился трамвайный вагон по маршруту № 1.
В первую половину 1950-х годов были восстановлены шесть довоенных маршрутов. Длина пути достигла 27,9 км в одноколейном исчислении. В трамвайном парке было 62 вагона, из них 13 — КТМ-1/КТП-1. В 1950-е годы шла активная модернизация старых вагонов Х и получение новых КТМ-1, депо пополнялось новым оборудованием. Мощность тяговой подстанции достигла 1800 кВт. К 60-летию витебского трамвая трамвайный парк пополнился шестью новыми четырёхосными вагонами МТВ-82.
С 1961 года в витебский трамвайный парк стали поступать вагоны КТМ-2/КТП-2. Они были оснащены радиоустановками и подрезиненными колёсными парами, а с конца 1960-х начали поступать вагоны РВЗ-6М Рижского вагоностроительного завода. В 1970-80-х годах в большом количестве в Витебск поступали вагоны КТМ-5 (71-605) Усть-Катавского завода.

### Современный период
После распада СССР в Беларуси сложилось тяжёлое экономическое положение. Коснулось это и витебского трамвая. Отсутствие возможности покупать запчасти и капитально ремонтировать вагоны привело к большому списанию подвижного состава. На 1 января 1997 года в трамвайном парке было 145 единиц, в начале 1998 года уже только 108 единиц. Всего за 1990-е годы состав витебского трамвайного парка уменьшился более, чем на 30 процентов.
В 1995 году было закуплено 4 новых трамвая КТМ-8, в 1997 — ещё два.
В июне 1998 года было празднично отмечено 100-летие витебского трамвая. Для торжественного проезда по городу были отремонтированы старые вагоны, среди них — вагон серии «Х».
С 2005 года в Витебск поступают трамвайные вагоны белорусского предприятия «Белкоммунмаш». С 2005 по 2009 закупались вагоны АКСМ-60102.
В 2008 году, к 110-летию витебского трамвая и трамвайного движения в Беларуси, на въезде на территорию депо установлен памятник — оригинальный вагон серии «Х».
В июле 2020 года было прекращено движение по протяжённому участку трамвайной линии на северо-востоке Витебска, но впоследствии было заявлено, что трамвайные пути не будут восстановлены.
С 2023 года 
| Перевезено пассажиров за год, млн                                                               |
| Графики недоступны из-за технических проблем. См. информацию на Фабрикаторе и на mediawiki.org. |

| Количество трамваев                                                                             |
| Графики недоступны из-за технических проблем. См. информацию на Фабрикаторе и на mediawiki.org. |

## Маршруты
С 2020 года в Витебске работает 7 маршрутов трамвая. Линия на 90 % проходит по обособленному полотну. Можно сказать, на дороге он идёт всего по трём улицам, и то достаточно широким и с не очень большим потоком автомобилей, отсюда большие скорости и отсутствие срывов движения из-за аварий, происходящих на трамвайных путях.

### Действующие
| № | Пункт А                | Пункт Б                | Протяжённость (в обе стороны) | Режим работы | Интервал |
| - | ---------------------- | ---------------------- | ----------------------------- | ------------ | -------- |
| 1 | улица Максима Горького | Смоленская площадь     | 26,9 км                       | ежедневно    | 25 мин.  |
| 2 | улица Петруся Бровки   | улица Максима Горького | 24,1 км                       | ежедневно    | 40 мин.  |
| 3 | улица Петруся Бровки   | Смоленская площадь     | 14,1 км                       | ежедневно    | 30 мин.  |
| 6 | улица Максима Горького | улица Титова           | 20,4 км                       | ежедневно    | 20 мин.  |
| 7 | проспект Фрунзе        | улица Максима Горького | 25,7 км                       | ежедневно    | 15 мин.  |
| 8 | улица Петруся Бровки   | улица Титова           | 21,1 км                       | ежедневно    | 20 мин.  |
| 9 | улица Максима Горького | улица Титова           | 26,8 км                       | ежедневно    | 90 мин.  |

### Закрытые
| № | Пункт А         | Пункт Б        | Дата закрытия  | Примечание                                                |
| - | --------------- | -------------- | -------------- | --------------------------------------------------------- |
| 4 | проспект Фрунзе | улица Титова   | 15 ноября 2018 | заменён на троллейбусный маршрут № 13                     |
| 5 | проспект Фрунзе | улица Гагарина | 21 июля 2020   | закрыт из-за демонтажа трамвайных путей на улице Гагарина |

### Конечные станции и разворотные кольца

#### Действующие
Улица Титова
Оборотное кольцо с тремя сквозными путями. Используется маршрутами № 6, 8, 9.
Улица Максима Горького
Оборотное кольцо с четырьмя путями. Открыто в 1970-х годах. До этого находилось на Пролетарской площади. Используется маршрутами № 1, 2, 6, 7, 9.
Улица Петруся Бровки
Оборотное кольцо с тремя путями. Используется маршрутами № 2, 3, 8.
д/с СООО «Марко»
Диспетчерская станция с четырьмя путями. Используется маршрутом № 7. До 2010 года являлась также и троллейбусной.
Лучёса
Оборотное кольцо с тремя путями. Используется при укороченных рейсах, парадах трамвая, ремонте участков на других улицах.
Смоленская площадь
Оборотное кольцо. Открыто 16.07.21. Используется маршрутами № 1, 3.

#### Закрытые
Полоцкий рынок
Оборотное кольцо с двумя путями. Использовалось при укороченных рейсах, в конце 2018 года было разобрано.
Улица Гагарина
Оборотное кольцо с двумя путями. С 21.07.20 закрыто.

### Демонтированные линии
- Улица Воинов-Интернационалистов на участке от проспекта Победы до улицы Петруся Бровки: в 1990-х годах на улице были проложены трамвайные пути, но движение так и не открылось. Пути были разобраны в начале 2000-х годов.
- На Пролетарской площади располагалось кольцо «Улица Максима Горького», существовавшее до 1970-х годов. Полностью кольцо было демонтировано только в 2013 году.
- Также были демонтированы пути по проспекту Фрунзе от проспекта Людникова до пл. Свободы, по всей ул. Ленина и кольцо в районе смоленского рынка
- После открытия Полоцкого путепровода, вернули маршруты 6, 8, 9. Маршрут № 4 возвращать не планируется из-за введения нового троллейбусного маршрута № 13.[12]
- 21.07.2020 начали демонтировать трамвайную линию длинной в 3,5 км на улице Гагарина, чтобы расшить дорогу до 6-ти полос. Закрыт трамвайный маршрут 5.

## Подвижной состав

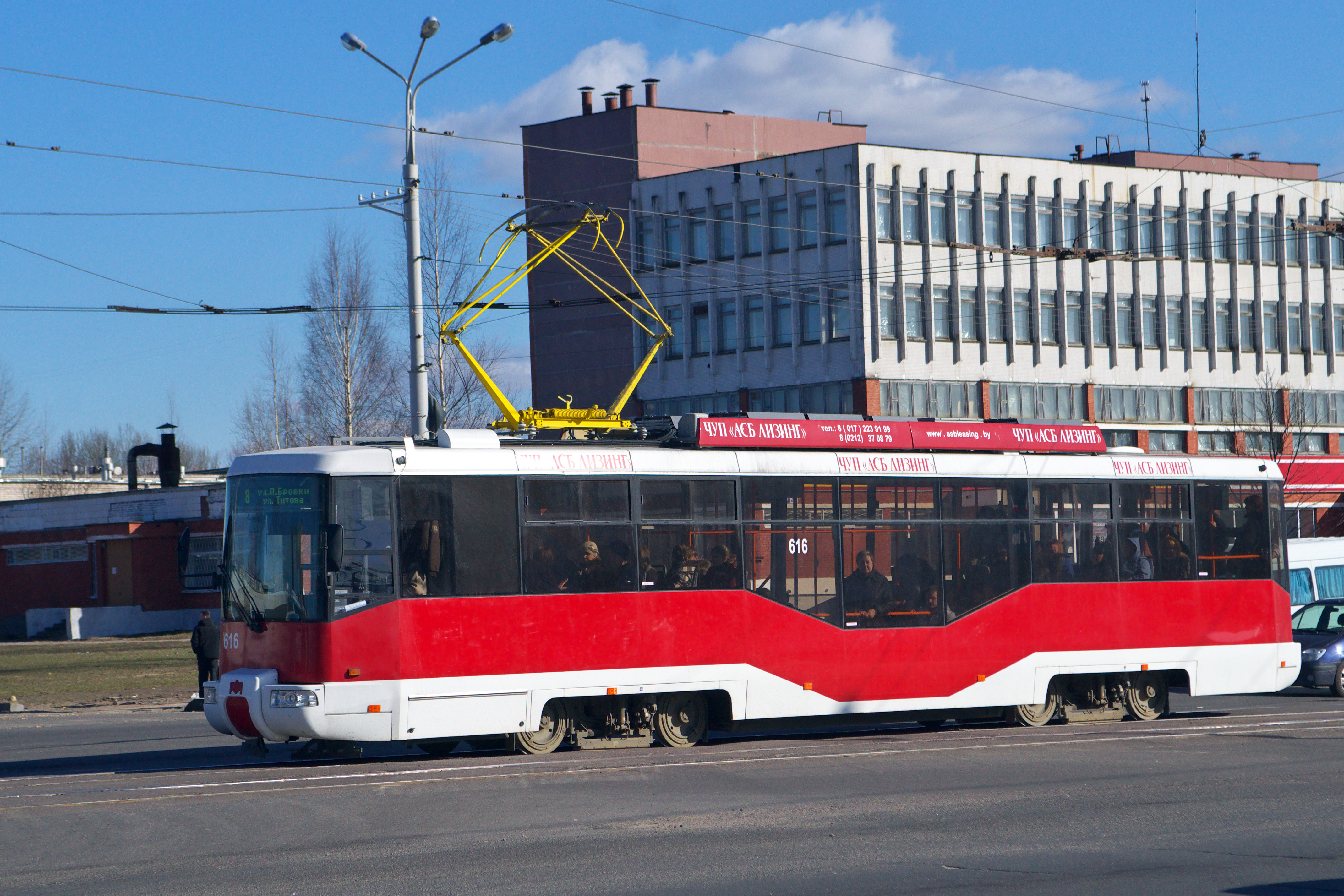
Трамвай АКСМ-62103 в Витебске

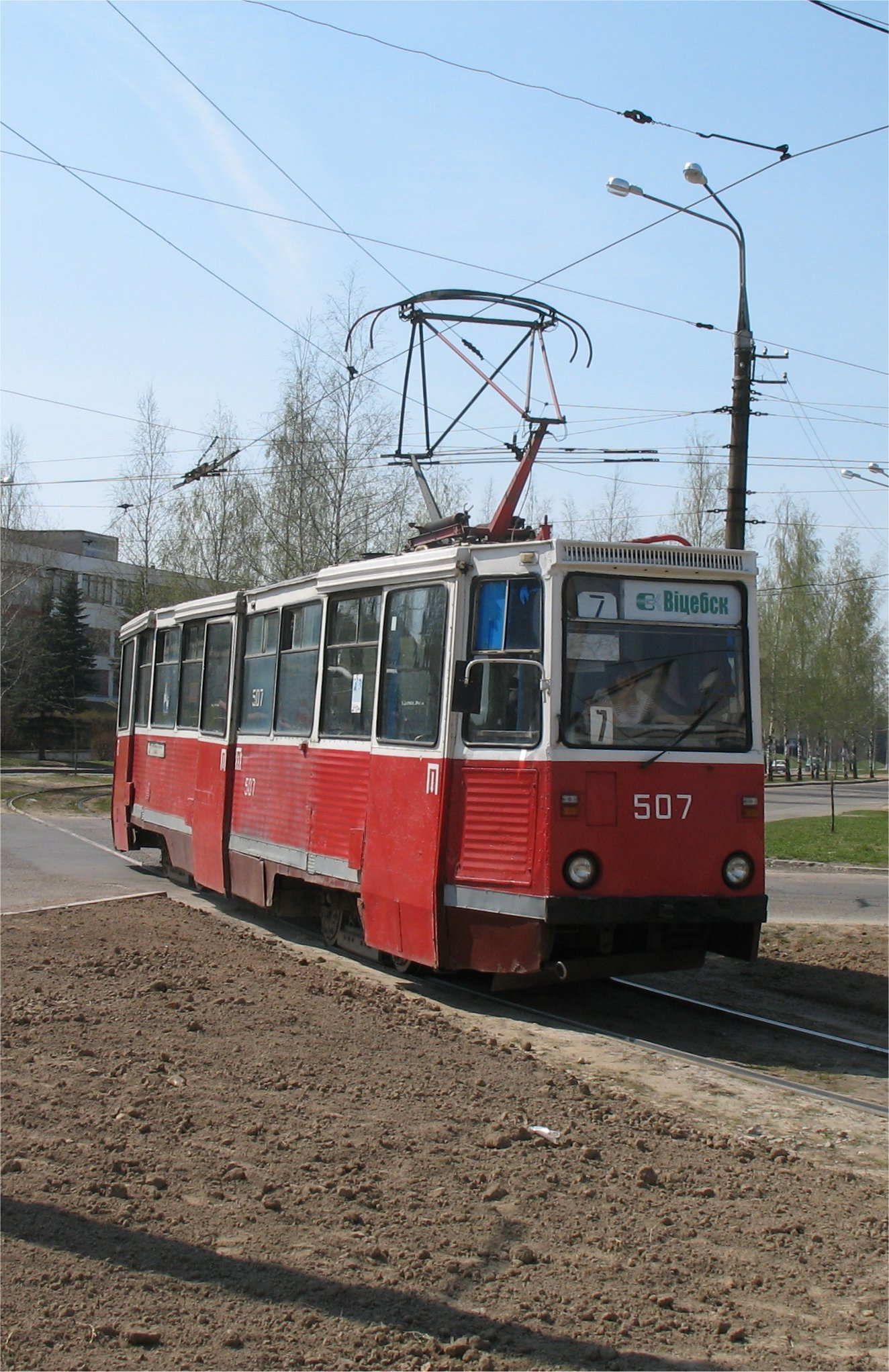
Трамвай КТМ-5 в Витебске

Сейчас в строениях депо проходят обслуживание трамваи КТМ-8, АКСМ-60102 и АКСМ-62103. В депо имеются специальные грузовые трамваи, снегоочистители разных лет выпуска, в том числе и с деревянным кузовом, а также пассажирский вагон довоенного типа.
| Линейные   |          |            |                           |                                                                                        |                                                                                        |  |
|            | Модель   | Количество | Начало эксплуатации       | Примечания                                                                             | Примечания                                                                             |  |
|            | КТМ-8    | 2          | 1995                      | Не работают на маршрутах города, два вагона используются как экскурсионный и служебный | Не работают на маршрутах города, два вагона используются как экскурсионный и служебный |  |
| АКСМ-60102 | 15       | 2005       | В эксплуатации 14 вагонов | В эксплуатации 14 вагонов                                                              |                                                                                        |  |
| АКСМ-62103 | 44       | 2009       | В эксплуатации 33 вагона  | В эксплуатации 33 вагона                                                               |                                                                                        |  |
|            | БКМ Т811 | 2          | 2025                      |                                                                                        |                                                                                        |  |
| Служебные  |          |            |                           |                                                                                        |                                                                                        |  |
|            | Модель   | Количество | Начало эксплуатации       | Окончание эксплуатации                                                                 | Примечания                                                                             |  |
|            | РВЗ-6М   | 1          | 1992                      |                                                                                        | Вагон-вышка контактной сети с пантографом                                              |  |
| МТВ-82     | 3        |            |                           | Платформа                                                                              |                                                                                        |  |
| ГС-4       | 3        |            |                           | Щёточный снегоочиститель                                                               |                                                                                        |  |
| ВТК-01     | 2        |            |                           | Снегоочиститель                                                                        |                                                                                        |  |
| ТК-28А     | 2        |            |                           | Рельсотранспортёр                                                                      |                                                                                        |  |
| РШМ        | 1        | 1998       |                           | Рельсошлифовальщик                                                                     |                                                                                        |  |

## Музей
Музей создан в 1966 году. В его залах представлены макеты различных моделей вагонов, эксплуатировавшихся в Витебске, документы и фотографии различных этапов развития транспорта в Витебске. В музее присутствуют проездные билеты разных лет, кассовые аппараты, элементы экипировки вожатых и кондукторов разных лет. На стендах размещены схемы линий трамвая во все периоды работы. Есть в музее и экспозиция, посвященная троллейбусному движению в Витебске.

## Фотогалерея

Здание первой электростанции. 2008 г.
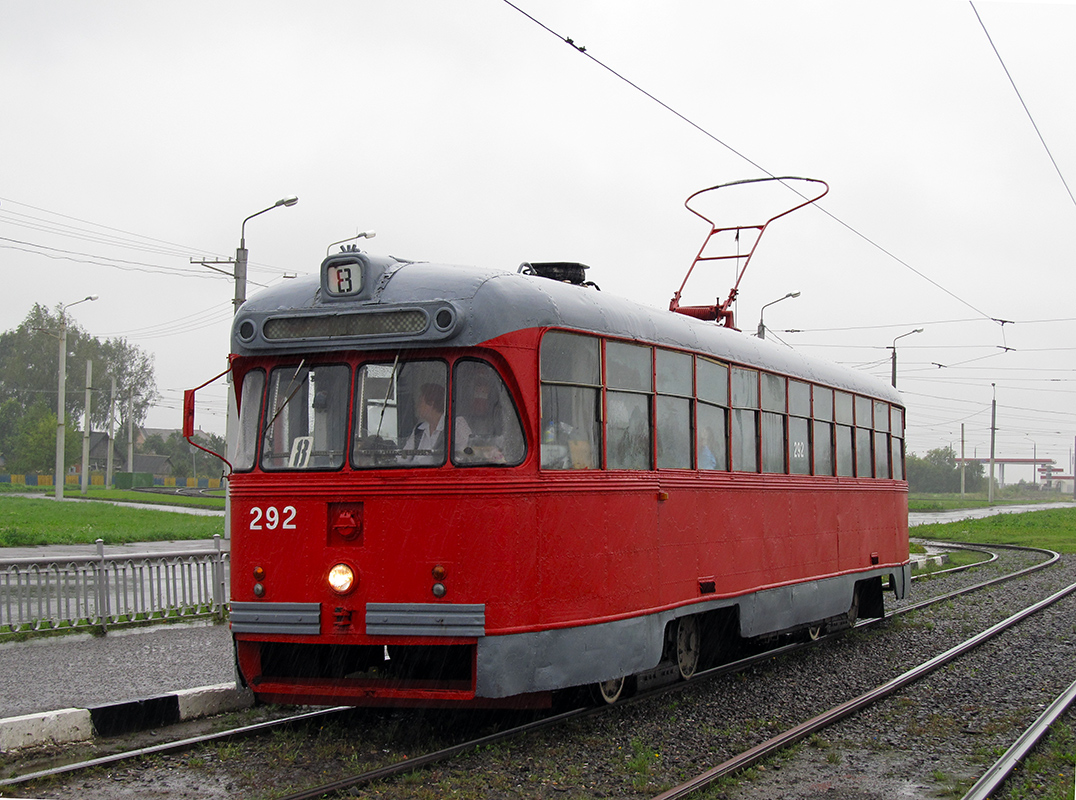
Вагон РВЗ-6М2
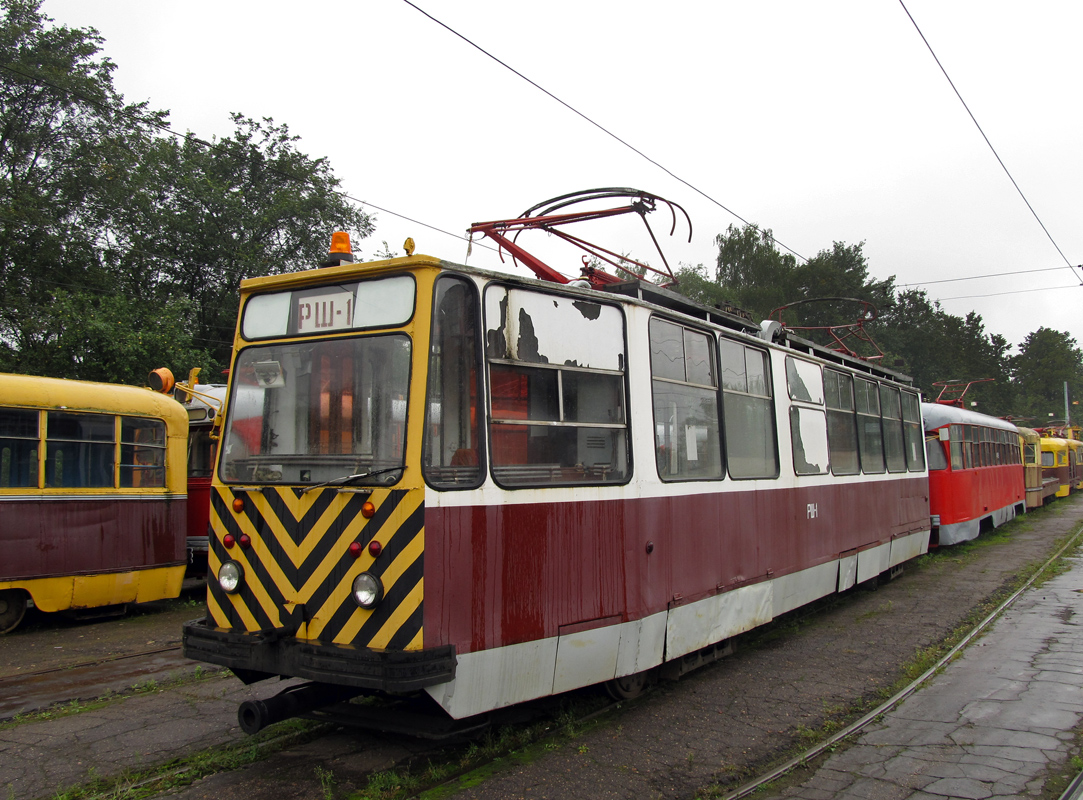
Вагон-рельсошлифовальщик на базе ЛМ-68М

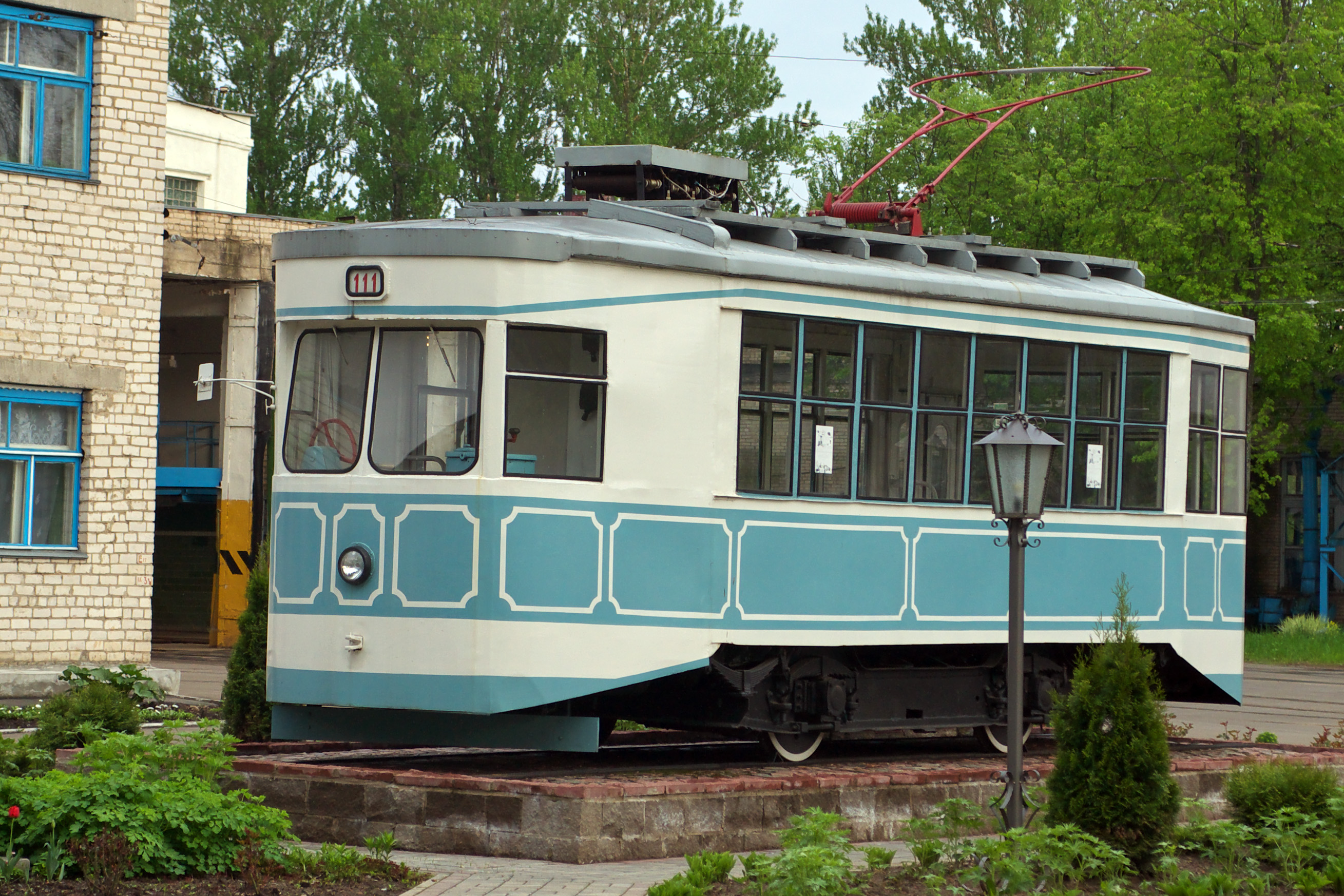
памятник трамваю